# Polla Roux
Paul Roux, detto Polla (Città del Capo, 21 settembre 1973), è un ex rugbista a 15, allenatore di rugby a 15 e dirigente sportivo sudafricano, già mediano di mischia di Boland Cavaliers, Rovigo (del quale fu anche allenatore) e Rugby Roma, e dal 2013 è al Valsugana, inizialmente come direttore generale e, dal 2016, allenatore.

## Biografia
Cresciuto nei Boland Cavaliers, club di Currie Cup di Wellington nel Capo Occidentale, militò nella sua prima squadra dal 1996 al 1999 assommando 70 incontri; pur non vantando presenze internazionali, fu schierato nella formazione del Boland a inviti che incontrò un XV della Nuova Zelanda durante il tour di quest'ultima nel 1996.
Nel 1999 fu ingaggiato in Italia dal Rovigo in cui rimase tre stagioni, prima di passare al Viadana per un'ulteriore stagione.
Nel 2003, grazie ai più di tre anni di militanza in Italia, fu ingaggiato da equiparato, e quindi fuori dalla quota massima di stranieri, dal Rugby Roma; al termine della stagione Roux, che per tutta la carriera agonistica aveva sofferto di fragilità alle articolazioni del ginocchio, si ritirò per intraprendere la carriera tecnica.
Dopo un periodo di aggiornamento in patria fu di nuovo in Italia come assistente allenatore sulla panchina del Petrarca dal 2005; per 5 stagioni fu a Padova poi, nel 2010, tornò a Rovigo nelle vesti di allenatore capo.
A Rovigo condusse, al suo primo anno, la squadra alla finale del campionato 2010-11, ma fu sconfitto proprio allo stadio Battaglini dai suoi ex colleghi del Petrarca; nelle successive due stagioni si qualificò solo una volta per le semifinali e, alla fine del campionato 2012-13, terminato al sesto posto, si dimise per assumere l'incarico inedito di director of rugby del Valsugana di Padova, con il compito di formatore degli allenatori del club e di supervisore delle formazioni giovanili maschili e di quella seniores femminile.
Polla Roux è sposato con un'italiana di Rovigo e ha due figli ed è diventato nel 2011 cittadino italiano.